# Champignons à la grecque
Champignons à la grecque is broodbeleg op basis van champignons en tomatenpuree. De naam is Frans en betekent champignons op zijn Grieks.
De ingrediënten zijn champignons, citroensap, olijfolie, knoflook en tomatenpuree, gekruid met bijvoorbeeld tijm, laurier, peper en zout. Alles wordt samen gekookt, en daarna afgekoeld.